# Kristijan Jakić
Kristijan Jakić (Spalato, 14 maggio 1997) è un calciatore croato, centrocampista dell'Augusta.

## Caratteristiche tecniche
È un centrocampista moderno, in grado di svolgere sia il ruolo di mediano che di centrale di centrocampo. Dalle spiccate doti atletiche è abile sia nella costruzione del gioco che nel recupero della palla.

## Carriera

### Club
Nella stagione 2014-2015 vince, guidato da Goran Sablić, il campionato croato U-19. Sempre da Sablić, sotto veste di allenatore dei Crveni, viene promosso in prima squadra. Con la retrocessione del RNK Spalato in 2.HNL, nel luglio 2017, fa il suo passaggio tra le file della Lokomotiva Zagabria. Dopo una prima metà di stagione non facile nei Lokosi nel febbraio 2018 viene ceduto in prestito, insieme a Ivan Antunović, nell'Istria 1961 di Darko Raić-Sudar dove ritrova continuità. Dopo l'esperienza a Pola fa il suo ritorno nel Lokomotiva di Goran Tomić dove disputa le successive due stagioni. Il 24 luglio 2020 fa il suo approdo nella Dinamo Zagabria guidata da Zoran Mamić. Il 12 settembre seguente fa il suo debutto con la nuova casacca disputando il derby esterno di campionato terminato 1-2 ai danni dell'Hajduk Spalato. L'8 novembre segna la sua prima rete con i Modri nella gara interna vinta con un 5-0 sull'Istria 1961. Chiude la prima stagione nella Dinamo con la vittoria del double venendo inoltre eletto miglior giocatore del club nella seconda parte della stagione.
Il 30 agosto 2021 viene ufficializzato il suo trasferimento tra le file dell'Eintracht Francoforte, con la formula del prestito annuale con obbligo di riscatto che viene meno solo in caso di retrocessione del club dalla Bundesliga. Il 12 settembre seguente fa il suo debutto con il clud tedesco scendendo in campo nel match casalingo di campionato pareggiato 1-1 contro il Stoccarda.

### Nazionale
Il 20 settembre 2021 riceve la sua prima convocazione in nazionale maggiore.
L'8 ottobre seguente fa il suo debutto con i Vatreni subentrando al posto di Marcelo Brozović nella vittoria esterna contro il Cipro (0-3).
Il 9 novembre del 2022, viene inserito dal CT Zlatko Dalić nella lista dei convocati per i Mondiali di calcio in Qatar.

## Statistiche

### Presenze e reti nei club
Statistiche aggiornate al 18 maggio 2024.
| Stagione                     | Squadra                      | Campionato                   | Campionato | Campionato | Coppe nazionali | Coppe nazionali | Coppe nazionali | Coppe continentali | Coppe continentali | Coppe continentali | Altre coppe | Altre coppe | Altre coppe | Totale | Totale |
| Stagione                     | Squadra                      | Comp                         | Pres       | Reti       | Comp            | Pres            | Reti            | Comp               | Pres               | Reti               | Comp        | Pres        | Reti        | Pres   | Reti   |
| ---------------------------- | ---------------------------- | ---------------------------- | ---------- | ---------- | --------------- | --------------- | --------------- | ------------------ | ------------------ | ------------------ | ----------- | ----------- | ----------- | ------ | ------ |
| 2015-2016                    | RNK Spalato                  | 1. HNL                       | 7          | 0          | CC              | 0               | 0               | -                  | -                  | -                  | -           | -           | -           | 7      | 0      |
| 2016-2017                    | RNK Spalato                  | 1. HNL                       | 24         | 0          | CC              | 3               | 0               | -                  | -                  | -                  | -           | -           | -           | 27     | 0      |
| Totale RNK Spalato           | Totale RNK Spalato           | Totale RNK Spalato           | 31         | 0          |                 | 3               | 0               |                    | -                  | -                  |             | -           | -           | 34     | 0      |
| 2017-gen. 2018               | Lokomotiva Zagabria          | 1. HNL                       | 2          | 0          | CC              | 1               | 0               | -                  | -                  | -                  | -           | -           | -           | 3      | 0      |
| gen.-giu. 2018               | Istria 1961                  | 1. HNL                       | 13+2       | 0          | CC              | -               | -               | -                  | -                  | -                  | -           | -           | -           | 15     | 0      |
| 2018-2019                    | Lokomotiva Zagabria          | 1. HNL                       | 25         | 1          | CC              | 2               | 0               | -                  | -                  | -                  | -           | -           | -           | 27     | 1      |
| 2019-2020                    | Lokomotiva Zagabria          | 1. HNL                       | 27         | 4          | CC              | 2               | 0               | -                  | -                  | -                  | -           | -           | -           | 29     | 4      |
| Totale Lokomotiva Zagabria   | Totale Lokomotiva Zagabria   | Totale Lokomotiva Zagabria   | 54         | 5          |                 | 5               | 0               |                    | -                  | -                  |             | -           | -           | 59     | 5      |
| 2020-2021                    | Dinamo Zagabria              | 1. HNL                       | 29         | 1          | CC              | 3               | 1               | UCL+UEL            | 1+13               | 0+0                | -           | -           | -           | 46     | 2      |
| ago. 2021                    | Dinamo Zagabria              | 1. HNL                       | 5          | 1          | CC              | 0               | 0               | UCL                | 7                  | 1                  | -           | -           | -           | 12     | 2      |
| Totale Dinamo Zagabria       | Totale Dinamo Zagabria       | Totale Dinamo Zagabria       | 34         | 2          |                 | 3               | 1               |                    | 21                 | 1                  |             | -           | -           | 58     | 4      |
| 2021-2022                    | Eintracht Francoforte        | BL                           | 26         | 1          | CG              | 0               | 0               | UEL                | 12                 | 0                  | -           | -           | -           | 38     | 1      |
| 2022-2023                    | Eintracht Francoforte        | BL                           | 24         | 1          | CG              | 4               | 0               | UCL                | 8                  | 0                  | SE          | 0           | 0           | 36     | 1      |
| 2023-gen. 2024               | Eintracht Francoforte        | BL                           | 4          | 0          | CG              | 0               | 0               | UECL               | 4                  | 0                  | -           | -           | -           | 8      | 0      |
| Totale Eintracht Francoforte | Totale Eintracht Francoforte | Totale Eintracht Francoforte | 54         | 2          |                 | 4               | 0               |                    | 24                 | 0                  |             | -           | -           | 82     | 2      |
| gen.-giu. 2024               | Augusta                      | BL                           | 14         | 2          | CG              | -               | -               | -                  | -                  | -                  | -           | -           | -           | 14     | 2      |
| Totale carriera              | Totale carriera              | Totale carriera              | 222        | 11         |                 | 15              | 1               |                    | 45                 | 1                  |             | -           | -           | 248    | 13     |

### Cronologia presenze e reti in nazionale
| Cronologia completa delle presenze e delle reti in nazionale ― Croazia | Cronologia completa delle presenze e delle reti in nazionale ― Croazia | Cronologia completa delle presenze e delle reti in nazionale ― Croazia | Cronologia completa delle presenze e delle reti in nazionale ― Croazia | Cronologia completa delle presenze e delle reti in nazionale ― Croazia | Cronologia completa delle presenze e delle reti in nazionale ― Croazia | Cronologia completa delle presenze e delle reti in nazionale ― Croazia | Cronologia completa delle presenze e delle reti in nazionale ― Croazia |
| Data                                                                   | Città                                                                  | In casa                                                                | Risultato                                                              | Ospiti                                                                 | Competizione                                                           | Reti                                                                   | Note                                                                   |
| ---------------------------------------------------------------------- | ---------------------------------------------------------------------- | ---------------------------------------------------------------------- | ---------------------------------------------------------------------- | ---------------------------------------------------------------------- | ---------------------------------------------------------------------- | ---------------------------------------------------------------------- | ---------------------------------------------------------------------- |
| 8-10-2021                                                              | Larnaca                                                                | Cipro                                                                  | 0 – 3                                                                  | Croazia                                                                | Qual. Mondiali 2022                                                    | -                                                                      | 84’                                                                    |
| 11-11-2021                                                             | Ta' Qali                                                               | Malta                                                                  | 1 – 7                                                                  | Croazia                                                                | Qual. Mondiali 2022                                                    | -                                                                      | 46’                                                                    |
| 26-3-2022                                                              | Al Rayyan                                                              | Croazia                                                                | 1 – 1                                                                  | Slovenia                                                               | Amichevole                                                             | -                                                                      | 73’                                                                    |
| 10-6-2022                                                              | Copenaghen                                                             | Danimarca                                                              | 0 – 1                                                                  | Croazia                                                                | UEFA Nations League 2022-2023 - 1º turno                               | -                                                                      | 46’                                                                    |
| 17-12-2022                                                             | Al Rayyan                                                              | Croazia                                                                | 2 – 1                                                                  | Marocco                                                                | Mondiali 2022 - Finale 3º posto                                        | -                                                                      | 90+5’                                                                  |
| 5-9-2024                                                               | Lisbona                                                                | Portogallo                                                             | 2 – 1                                                                  | Croazia                                                                | UEFA Nations League 2024-2025 - 1º turno                               | -                                                                      | 77’                                                                    |
| 12-10-2024                                                             | Zagabria                                                               | Croazia                                                                | 2 – 1                                                                  | Scozia                                                                 | UEFA Nations League 2024-2025 - 1º turno                               | -                                                                      | 90+1’                                                                  |
| 15-11-2024                                                             | Glasgow                                                                | Scozia                                                                 | 1 – 0                                                                  | Croazia                                                                | UEFA Nations League 2024-2025 - 1º turno                               | -                                                                      | 82’                                                                    |
| 18-11-2024                                                             | Spalato                                                                | Croazia                                                                | 1 – 1                                                                  | Portogallo                                                             | UEFA Nations League 2024-2025 - 1º turno                               | -                                                                      | 46’                                                                    |
| 23-3-2025                                                              | Saint-Denis                                                            | Francia                                                                | 2 – 0 dts (5 – 4 dtr)                                                  | Croazia                                                                | UEFA Nations League 2024-2025 - Quarti di finale                       | -                                                                      | 81’ 90+5’                                                              |
| 9-6-2025                                                               | Osijek                                                                 | Croazia                                                                | 5 – 1                                                                  | Rep. Ceca                                                              | Qual. Mondiali 2026                                                    | -                                                                      | 80’                                                                    |
| Totale                                                                 |                                                                        | Presenze                                                               | 11                                                                     |                                                                        | Reti                                                                   | 0                                                                      |                                                                        |

| Cronologia completa delle presenze e delle reti in nazionale ― Croazia under 20 | Cronologia completa delle presenze e delle reti in nazionale ― Croazia under 20 | Cronologia completa delle presenze e delle reti in nazionale ― Croazia under 20 | Cronologia completa delle presenze e delle reti in nazionale ― Croazia under 20 | Cronologia completa delle presenze e delle reti in nazionale ― Croazia under 20 | Cronologia completa delle presenze e delle reti in nazionale ― Croazia under 20 | Cronologia completa delle presenze e delle reti in nazionale ― Croazia under 20 | Cronologia completa delle presenze e delle reti in nazionale ― Croazia under 20 |
| Data                                                                            | Città                                                                           | In casa                                                                         | Risultato                                                                       | Ospiti                                                                          | Competizione                                                                    | Reti                                                                            | Note                                                                            |
| ------------------------------------------------------------------------------- | ------------------------------------------------------------------------------- | ------------------------------------------------------------------------------- | ------------------------------------------------------------------------------- | ------------------------------------------------------------------------------- | ------------------------------------------------------------------------------- | ------------------------------------------------------------------------------- | ------------------------------------------------------------------------------- |
| 25-4-2018                                                                       | Manzano                                                                         | Italia under 20                                                                 | 3 – 0                                                                           | Croazia under 20                                                                | Amichevole                                                                      | -                                                                               | 46’                                                                             |
| Totale                                                                          |                                                                                 | Presenze                                                                        | 1                                                                               |                                                                                 | Reti                                                                            | 0                                                                               |                                                                                 |

## Palmarès

### Club

#### Competizioni giovanili
- Juniorsko prvenstvo Hrvatske u nogometu: 1

RNK Spalato: 2014-2015

#### Competizioni nazionali
- Campionato croato: 1

Dinamo Zagabria: 2020-2021
- Coppa di Croazia: 1

Dinamo Zagabria: 2020-2021

#### Competizioni internazionali
- UEFA Europa League: 1

Eintracht Francoforte: 2021-2022